# Lire de Saint-Marin
La lire de Saint-Marin était la monnaie officielle de la République de Saint-Marin des années 1860 jusqu'à l'introduction de l'euro en 2002. Elle était équivalente à la lire italienne.
Les lires d'Italie et du Vatican étaient valables sur le territoire de Saint-Marin depuis les années 1860. Des pièces de monnaie spécifiques à Saint-Marin étaient réalisées à Rome ; elles étaient valables sur le territoire italien ainsi qu'au Vatican.
Saint-Marin est passé à l'euro, suivant en cela le choix de l'Italie. 
Comme pour ses anciennes lires, le pays émet toujours des pièces en euro.